# Georges Goffinet
Georges Goffinet (* 14. Dezember 1905 in Neufchâteau; † 14. April 1945 in Letzlingen) war ein belgischer römisch-katholischer Geistlicher und Märtyrer.

## Leben
Georges Goffinet wurde in Namoussart, Weiler von Hamipré (heute Stadtteil von Neufchâteau), in den Ardennen geboren. Ab 1919 besuchte er das Gymnasium in Bastogne. Im Juli 1931 wurde er zum Priester geweiht. Er begann sein Wirken als Vikar in Saint-Hubert. 1937 wurde er Pfarrer in Hodister (Ortschaft der Gemeinde Rendeux) und im September 1939 Pfarrer in Musson (an den Grenzen zu Frankreich und Luxemburg).
Während der Besetzung durch das nationalsozialistische Deutschland unterstützte er den Widerstand. Um der Verhaftung zu entgehen, machte er sich auf die Flucht nach England, wurde aber am 29. Juli 1943 in Bordeaux gefasst und kam über die Gefängnisse Château du Hâ, Aachen, Saint Léonard (Lüttich) im Sommer 1944 nach Groß-Strehlitz und von dort im Oktober 1944 in das KZ Groß-Rosen. Vor der anrückenden Sowjetarmee wurde er im Februar 1945 in das KZ Mittelbau-Dora verlegt, Ende März nach Mackenrode, dann nach Magdeburg, schließlich in das KZ-Außenlager Wieda. Ein letzter Todesmarsch führte nach Letzlingen. In der Nähe dieses Ortes wurde er am 14. April mit anderen im Alter von 39 Jahren von der SS im Rahmen eines sogenannten Endphaseverbrechens erschossen.

## Gedenken
In Musson erinnert der Platz Place Georges Goffinet an ihn.